# Marc Dutil
 (juin 2014).
Si vous disposez d'ouvrages ou d'articles de référence ou si vous connaissez des sites web de qualité traitant du thème abordé ici, merci de compléter l'article en donnant les références utiles à sa vérifiabilité et en les liant à la section « Notes et références ».
Marc Dutil est un homme d'affaires québécois né le 25 décembre 1964 à Saint-Georges.
Il est président et chef de la direction du Groupe Canam (TSX-CAM) et président fondateur de l'École d'entrepreneurship de Beauce. 
Il est très impliqué dans la cause de l'entrepreneuriat au Québec et participe activement dans sa région. En octobre 2013, Ernst & Young, une firme internationale, gratifie Marc Dutil avec le titre d’Entrepreneur de l’année pour le Québec. En Novembre 2013, un mois plus tard, il est nommé membre de l’Ordre du Canada pour ses réalisations en tant que chef d’entreprise soucieux du mieux-être de sa communauté et du développement de la relève entrepreneuriale.
Marc Dutil est marié à Catherine Larochelle depuis 1989 et père de cinq enfants.

## Distinctions
- 2013 - Membre de l'Ordre du Canada [2]
- 2013 - Entrepreneur de l'année au Québec d'EY[1]